# Szent Mór (6. század)
Szent Mór (512. január 1. – 584. január 15.) keresztény apát volt a 6. században. Equitius római szenátor fia volt, aki 12 éves korában Szent Benedek tanítványa lett. Szinte vak engedelmességéről volt híres, amely a legenda szerint csodatételre is képessé tette: amikor egy társa fuldokolt, a vízen járt, hogy kimentse.
Amikor Szent Benedek Monte Cassinóba vonult, Mórt Subiaco apátjává tette, majd Galliába küldte.
Mint Benedek, a házalók, a lámpakészítők, mézeskalácsosok, a rézművesek, a szabók és a vargák védőszentje. Ünnepe január 15-e.